# La Bouteille à la mer
La Bouteille à la mer est le 5e album de la série de bande dessinée La Patrouille des Castors dessiné par MiTacq sur un scénario de Jean-Michel Charlier. Il est prépublié dans le journal Spirou entre juin et décembre 1957, puis est publié sous forme d'album en 1959.

## Univers

### Synopsis
Lors d'une excursion en mer aux large des côtes basques, la Patrouille des Castors découvre une bouteille flottant sur la mer. Celle-ci contient un message de trois savants qui ont échoué au Groenland. Ils apprennent bien vite que les corps des trois scientifiques ont été retrouvés sur la côte islandaise. Les scouts ont cependant un doute et décident d'enquêter...

### Personnages
Les scouts :
- Poulain (Jean[1], dit), chef de patrouille
- Chat
- Faucon
- Tapir
- Mouche

Les autres personnages :
- Jacques Leblanc : professeur naufragé
- René Morel : professeur naufragé
- Réjean : professeur naufragé
- Madame Leblanc : femme du professeur Leblanc
- André Leblanc : fils du professeur Leblanc
- Yvar Sörgenson : scout marin norvégien
- Lynx : scout français, ami de Zoltan Lecz
- Zoltan Lecz : scout esturien

## Historique
C'est le film Si tous les gars du monde de Christian-Jaque qui donnera l'idée à MiTacq de faire intervenir la solidarité entre tous les scouts du monde dans un scénario. C'est également la première fois qu'une dictature est évoquée, alors que le monde vit à l'heure de la guerre froide.

## Publication

### Revues
Publié dans Spirou du 6 juin (n° 999) au 5 décembre 1957 (n° 1025).

### Album
Publié en album en 1959, aux éditions Dupuis. Il a ensuite été réédité en janvier 1970 (avec un numéro 5, sur la couverture), en janvier 1978, en mars 1982, en juin 1990 (en album cartonné). Il a ensuite été réédité dans le 2e tome de la série Tout MiTacq, Les Castors - Sur des pistes incertaines, publié en avril 1990 et dans le 2e tome de L'intégrale de la Patrouille des Castors, en septembre 2011.

### Couverture de l'album
La couverture de l'album représente la Patrouille des Castors sur un canot pneumatique équipé d'une voile.